# Eudontomyzon lanceolata
Eudontomyzon lanceolata är en ryggsträngsdjursart som först beskrevs av Kux och Steiner 1972.  Eudontomyzon lanceolata ingår i släktet Eudontomyzon och familjen nejonögon. Inga underarter finns listade i Catalogue of Life.